# La Pau insta a les esglésies a la tolerància
La Pau insta a les esglésies a la tolerància (en neerlandés: Vrede maant de kerken tot verdraagzaamheid) és una pintura d'un artista neerlandès anònim de la primera meitat de la dècada de 1600. Pertany al Rijksmuseum d'Amsterdam, deixat en préstec al Museu Catharijneconvent d'Utrecht.

## Descripció
En una escena interior es troben al voltant d'una taula Jean Cauvin amb un vedell rostit, a la seva esquerra el Papa sostenint una olla i amb dos gats en la seva falda, a l'altre costat del papa, també assegut Martí Luter tocant el llaüt. Al costat d'una xemeneia, a la gatzoneta,es pot veure al anabaptista Menno Simons amb pa en una safata. A l'esquerra de la pintura es veu la personificació femenina de la Pau amb una branca d'olivera a la mà. En l'estada pengen dos quadres: sobre l'armari de la dreta la Caritat amb els seus fills. En la paret del fons està representada la Pau juntament amb la Justícia. Al voltant de l'escena central es mostra textos explicatius en vers.
Comprat el 1968 de forma anònima a França pel col·leccionista Bosman de Brussel·les, va ser donat el mateix any al Rijksmuseum d'Amsterdam, des de l'any 1977 està prestat al Museu Catharijneconvent, d'Utrecht.

## Tema
Aquest tipus de representacions al·legòriques eren populars a mitjan 1600 i mostra que no tothom es va veure obligat a triar un grup religiós en particular. Als cristians que no pertanyien a una església específica, se'ls va posar l'accent que el més important de tot era l'amor de Crist i a les persones.
En l'obra pictòrica Jean Cauvin intenta amb la seva mà esquerra afegir mitja taronja a l'olla papal, mentre que amb l'altra meitat l'apreta per deixar anar el suc sobre el be. La taronja és aquí un símbol de la unió entre el Calvinisme i la Casa d'Orange. El dibuix representa les proporcions religioses en les quals els reformistes van ser lleugerament més dominants que en altres religions encara que també havien que tolerar la influència d'altres religions.

## Referéncies
1. ↑  «De Vrede maant de kerken tot verdraagzaamheid» (en neerlandés).   Rijksmuseum. [Consulta: 28 juny 2016].
2. ↑  «Anoniem Noordelijke Nederlanden (hisstoriche regio)» (en neerlandès).   RKD. [Consulta: 28 juny 2016].
3. ↑  «Vrede maant de kerken tot verdraagzaamheid» (en neerlandès).   Museum Catharijneconvent. Arxivat de l'original el 2016-08-16. [Consulta: 28 juny 2016].
4. ↑  «Catharijneconvent toont religieus gepolder».   Historich. [Consulta: 28 juny 2016].